# 白田坝站
白田坝站是位于四川省广元市市中区赤化村的一个铁路车站，邮政编码628003。车站建于1962年，有宝成铁路经过该站，现仅办货运业务，不办理客运业务，车站及其上下行区间均已电气化。车站距离宝鸡站381公里，隶属成都铁路局，是四等站。